# Hadula impia
Hadula impia là một loài bướm đêm trong họ Noctuidae.